# Proteopharmacis
Proteopharmacis là một chi bướm đêm trong họ Geometridae.